# Harry Bergström
Harry Bergström (4 de abril de 1910  – 12 de noviembre de 1989) fue un pianista, compositor y director de orquesta finlandés, conocido también por los nombres artísticos de Gerald Beach, Harold G Burgess, Leonard Fleuvemont, Sointu Karikas, Lenny, Jorge Monterio y Tintti-Kalle. Junto a George de Godzinsky y Toivo Kärki fue uno de los compositores de bandas sonoras cinematográficas más destacados de su país.

## Biografía
Su nombre completo era Harry Lennart Yrjö Bergström, y nació en Tampere, Finlandia, siendo su hermano el violinista Rainer Bergström. 
Bergström empezó a estudiar piano en la década de 1920 con Uuno Klami y Ernst Linko, componiendo música para bandas sonoras ya en la siguiente década. También acompañó, compuso, dirigió y arregló para los grupos Kipparikvartetti y Metro-tytöt. Fue también director de formaciones musicales, entre ellas la Black Birds (1927–1928) y la Hot Five (1930) y pianista en la Fred Freddy’s Dance Band (1926–1927), la Freddy’s Novelty Buddians (1928–1930), la The Flappers Dance Band (1931) y el Rytmin Swing Trio (1945). 
Bergström también es recordado por el programa musical radiofónico de Niilo Tarvajärvi Tervetuloa aamukahville, del cual escribió el tema principal.
Por sus composiciones en las películas Rion yö (1951), Jälkeen syntiinlankeemuksen (1953) y Viimeinen savotta (1977), Bergström ganó tres Premios Jussi. Además, por su trayectoria artística, en el año 1988 fue premiado con la Medalla Pro Finlandia.
Bergström falleció en Nurmijärvi, Finlandia, en el año 1989. Fue enterrado en el cementerio de dicha localidad. Casado con Sirkka Tuulikki Vuolle (1918–2007), fue padre del compositor Matti Bergström.